# Bryophila galathea
Bryophila galathea is een vlinder uit de familie uilen (Noctuidae). De wetenschappelijke naam is voor het eerst geldig gepubliceerd in 1875 door Millière.
De soort komt voor in Europa.